# Eileen Desmond
Eileen Desmond (Geburtsname: Harrington) (* 29. Dezember 1932 in Kinsale, County Cork; † 6. Januar 2005) war eine irische Politikerin der Irish Labour Party.

## Biografie
Eileen Desmond, die Beschäftigte im öffentlichen Dienst war, begann ihre politische Laufbahn als Kandidatin der Irish Labour Party bei einer Nachwahl (By-election) am 10. März 1965 mit der Wahl zur Abgeordneten des Unterhauses (Dáil Éireann), wo sie als Nachfolgerin ihres verstorbenen Ehemannes Dan Desmond bis 1969 den Wahlkreis Cork Mid vertrat. Nachdem sie 1969 eine Wahlniederlage erlitten hatte und aus dem Unterhaus ausgeschieden war, wurde sie Mitglied des Senats (Seanad Éireann) und war dort bis 1973 Vertreterin der Gruppe Industrie und Finanzen. 1973 wurde sie dann erneut zum Mitglied des Dáil Éireann gewählt und vertrat dort zunächst bis 1981 wieder den Wahlkreis Cork Mid und anschließend bis 1987 des Wahlkreises Cork South-Central.
Zugleich war sie zwischen 1979 und 1981 Mitglied des 1. Europäischen Parlamentes.
Nach der Bildung einer Koalitionsregierung aus Fine Gael und Labour Party wurde sie am 30. Juni 1981 von Premierminister (Taoiseach) Garret FitzGerald zur Gesundheitsministerin und Ministerin für soziale Wohlfahrt ernannt. Diese Ämter behielt sie bis zum Ende der Koalitionsregierung am 9. März 1982.
1987 verzichtete sie auf eine erneute Kandidatur für das Unterhaus und schied aus dem Dáil Éireann aus.